# سالادین‌لی
سالادین‌لی (به لاتین: Saladınlı) یک منطقه مسکونی در جمهوری آذربایجان است که در شهرستان تووز واقع شده است. سالادین‌لی ۱۲۶ نفر جمعیت دارد.